# Straßenbahn Ossinniki
| Straßenbahn Ossinniki           | Straßenbahn Ossinniki    |
| ------------------------------- | ------------------------ |
| RVZ-6 32 am Gleisdreieck (2011) |                          |
|                                 |                          |
| Streckenlänge:                  | maximal 10,1 km          |
| Spurweite:                      | 1524 mm (Russische Spur) |
|                                 |                          |

Die Straßenbahn Ossinniki verkehrt seit 1960 in der russischen Stadt Ossinniki in der Oblast Kemerowo.

## Geschichte
Die 1926 gegründete Kleinstadt Ossinniki befindet sich im südlichen Teil des von Kohleabbau geprägten Kusbass. In Nowokusnezk als Zentrum der Region verkehren seit 1934 Straßenbahnen, im nahegelegenen Prokopjewsk seit 1936. Nahe der südlich gelegenen Siedlung Kaltan, die der Stadt Ossinniki administrativ unterstellt war, verkehrte seit 1957 ebenfalls eine Straßenbahn. Erst 1960 erhielt auch Ossinniki seine Straßenbahn, das Netz gehört damit zu den jüngsten in Russland.
Am 1. November 1960 wurde die eingleisige Strecke vom Bahnhof (Woksal) zum Schacht (Schachta Kapitalnaja-2) eröffnet. Obwohl die Straßenbahn Kaltan in der Literatur teilweise der Straßenbahn Ossinniki zugerechnet wird, bestand keine organisatorische Verbindung zwischen den beiden Straßenbahnstrecken, zumal die Straßenbahn Kaltan auch nur bis 1961 verkehrte.
Beide Endhaltestellen wurden mit Wendeschleifen ausgestattet, zudem wurde auf etwa halber Strecke am Werk RSU (heute RMZ) eine aus Richtung Stadt befahrbare Zwischenschleife gebaut. Nahe dem Bahnhof in der ul. Lenina wurde ein Betriebshof erbaut. 1962 wurde eine nach Süden abzweigende ebenfalls eingleisige Strecke entlang der ul. Kirowa zum Stadion gebaut. Sie wurde von der neuen Linie 2 bedient. Am Abzweig ul. Lenina/ul.Kirowa wurde ein Gleisdreieck gebaut.
Linie 1 Woksal–Schachta Kapitalnaja-2
Linie 2 Stadion–Schachta Kapitalnaja-2
Diese Liniennummern wurden nur intern verwendet und an den Wagen nicht angezeigt.
Von 1976 bis 1978 wurde die Strecke Schachta Kusbasskaja (ehemals Schachta Kapitalnaja-2)–Stadion zweigleisig ausgebaut. Nahe der Zwischenschleife RSU überquerte die Straßenbahn eine Eisenbahnstrecke, dort musste eine Gleisverschlingung angelegt werden. Die Strecke zum Bahnhof blieb eingleisig mit einer Ausweiche am Betriebshof.
1991 wurde der etwa 400 Meter lange Endabschnitt von der ul. Kirowa zum Stadion stillgelegt und durch eine weiterführende Strecke in der ul. Revoluzii ersetzt. Dieser folgte die neue Strecke bis fast an das Ende der neu entstandenen städtischen Bebauung. Da der Weiterbau der Strecke bis Krasnaja Orlowka geplant war, wurde die neue Wendeschleife Juschnaja nur provisorisch errichtet. Zu diesem Weiterbau kam es jedoch nicht. Die neue Strecke ist etwa 1,4 km lang. Damit erreichte das Netz seine maximale Länge von 10,1 Kilometer.
Durch die neue Strecke änderten sich die Prioritäten der Verkehrsbedienung. Linie 1 wurde durch eine neue Linie 3 ersetzt, die vom Bahnhof bis Juschnaja verkehrt. Der Abschnitt bis Schachta Ossinnikowskaja wurde fortan nur noch von der Linie 2 bedient.
In den 2000er Jahren wurde die Bedienung des Endabschnitts RMZ–Schachta Ossinnikowska reduziert, indem die Linie 4 eingeführt wurde, die von Juschnaja kommend nur bis RMZ fährt. Die Linie 4 übernahm einen Teil der Fahrten der Linie 2. Seitdem verkehrten folgenden Linien:
Linie 2 Schachta Ossinnikowskaja (ehemals Schachta Kusbasskaja)–Juschnaja
Linie 3 Woksal–Juschnaja
Linie 4 RMZ–Juschnaja
2010 wurde der Abschnitt RMZ–Schachta Ossinnikowska stillgelegt und nachfolgend teilweise abgebaut. Die Fahrten der Linie 2 wurden in die Linie 4 integriert.
Seit 2010 sind die folgenden Linien im Einsatz:
Linie 3 Woksal–Juschnaja
Linie 4 RMZ–Juschnaja

## Fahrzeuge
Die Straßenbahn in Ossinniki wurde und wird ausschließlich mit Einrichtungswagen bedient. Zur Eröffnung des Straßenbahnbetriebs 1960 wurden 15 vierachsige Triebwagen des Typs MTV-82 geliefert. 1965 kamen ein weiterer MTV-82 gebraucht aus Nowokusnezk und zwei Zweiachserzüge (Triebwagen und Beiwagen) des Typs KTM-2/KTP-2 hinzu. 1969 begann die Lieferung von Vierachsern des Typs RVZ-6 aus Rigaer Produktion. Die RVZ-6 ersetzten bis 1972 den gesamten bisherigen Wagenpark. Bis 1974 wurde der Untertyp RVZ-6M beschafft, ab 1978 der Untertyp RVZ-6M2, insgesamt wurden bis 1987 44 RVZ-6 geliefert. 2017 waren noch zwei von ihnen im Einsatzbestand. 1988 stellte die Rigaer Waggonfabrik den Bau von Straßenbahnen ein. Die Versorgung der von dort belieferten Straßenbahnbetriebe übernahm die Ust-Katawer Waggonbaufabrik. Daher erhielt auch Ossinniki von 1988 bis 1991 zehn KTM-5 und 1993 zwei KTM-8. Im Gegensatz zu allen anderen Straßenbahnbetrieben, die diese Typen einsetzen, traten jedoch in Ossinniki ernsthafte Probleme auf, die die Einsatzfähigkeit beeinträchtigten. Als Ersatz wurden Triebwagen des Typs LM-93 vom Petersburger Straßenbahn-mechanischen Werk (PTMZ) beschafft. Von 1993 bis 1999 wurden insgesamt 11 Triebwagen beschafft. Bis 1995 wurden alle KTM-5 und KTM-8 aus dem Verkehr gezogen. Einer blieb als Arbeitswagen in Ossinniki, die anderen wurden in die Nachbarstädte Nowokusnezk und Prokopjewsk abgegeben. Auch die LM-93 erwiesen sich nicht als besonders langlebig, bis 2013 wurden bereits fünf Wagen ausgemustert, davon einer nach einem Brand und ein weiterer nach einem Unfall. Vom Nachfolgetyp LM-99K wurden 2000, 2004 und 2007 je ein Wagen beschafft. 2008 kam noch ein LM-99AVN hinzu, dieser Wagen verfügt an der letzten Tür über einen niederflurigen Einstieg. 2012 wurden zwei Vierachser des Belkommunmasch-Typs AKSM-60102 aus Belarus importiert. 2015 wurde ein gebrauchter KTM-5 aus Nowokusnezk übernommen.

## Betrieb
Tagsüber verkehren die Linien 3 und 4 alle 12 Minuten, wodurch sich auf dem gemeinsam befahrenen Abschnitt ein 6-Minuten-Takt ergibt. In der Hauptverkehrszeit wird Linie 4 auf einen 9-Minuten-Takt verdichtet.
Die Beschilderung der Straßenbahnen erfolgt überwiegend ohne Liniennummern. An deren Stelle werden Schilder mit den Aufschriften der Endhaltestellen verwendet, wobei auf die Darstellung der von allen Bahnen bedienten Endhaltestelle „Juschnaja“ teilweise verzichtet wird.

## Bilder
|  |  |  |